# 미스터 시비
미스터 시비(ミスターシービー, Mr.C.B.)는 일본 경주마의 이름이며, 일본 경마사에서 동명의 경주마가 2마리 존재한다.
- 초대 미스터 시비는 1934년 치기라 목장에서 태어났다. 아버지는 프라이올리 파크, 어머니는 퍼스트 스톱. 제6회 도쿄 우준 대경주에 출주해, 이 경주 최초의 암말 우승마가 된 히사토모의 10착에 끝났다. 이후 장애물 경주로 전향해 1939년 가을의 나카야마 대장해에서 3착하는 등 장애전에서 4승을 거뒀다.[1]
- 2대 미스터 시비는 1980년 치기라 목장에서 태어났다. 1983년 중앙경마 사상 3번째 클래식 삼관을 달성해 동년의 우준상 연도 대표마, 최우수 4세 수말. 사상 처음으로 부내 국산 클래식 삼관마가 되었다. 현역 은퇴 후인 1986년에 씨수말이 되어 동년 현창마로 선출. 본 문서에서는 이쪽에 관해 설명한다.

## 경주 성적
| 날짜        | 경마장   | 경기명            | 등급  | 트랙       | 배당 (인기 순위) | 순위 | 시간   | 기수            | 우승마 (2위마)    |
| ----------- | -------- | ----------------- | ----- | ---------- | ---------------- | ---- | ------ | --------------- | ----------------- |
| 1982.11.06. | 도쿄     | 3세 신마          | -     | 잔디 1600m | 2.0 (1)          | 1    | 1:38.5 | 요시나가 마사토 | (히라타카 에이코) |
| 1982.12.04. | 나카야마 | 흑송상            | 400만 | 잔디 1600m | 1.9 (1)          | 1    | 1:36.3 | 요시나가 마사토 | (유후부키)        |
| 1982.12.25. | 나카야마 | 히라기상          | 800만 | 잔디 1800m | 2.2 (1)          | 2    | 1:50.4 | 요시나가 마사토 | 우메노 신 오      |
| 1983.02.13. | 도쿄     | 교도 통신배 4세 S | -     | 잔디 1800m | 2.6 (1)          | 1    | 1:49.5 | 요시나가 마사토 | (우메노 신 오)    |
| 1983.03.06. | 나카야마 | 야요이상          | -     | 잔디 1800m | 2.7 (1)          | 1    | 1:50.2 | 요시나가 마사토 | (스피드 트라이)   |
| 1983.04.17. | 나카야마 | 고월상            | 8대   | 잔디 2000m | 2.4 (1)          | 1    | 2:08.3 | 요시나가 마사토 | (메지로 몽 스니)  |
| 1983.05.29. | 도쿄     | 도쿄 우준         | 8대   | 잔디 2400m | 1.9 (1)          | 1    | 2:29.5 | 요시나가 마사토 | (메지로 몽 스니)  |
| 1983.10.23. | 교토     | 교토 신문배       | -     | 잔디 2000m | 1.7 (1)          | 4    | 2:03.2 | 요시나가 마사토 | 카츠라기 에이스   |
| 1983.11.13. | 교토     | 국화상            | 8대   | 잔디 3000m | 2.1 (1)          | 1    | 3:08.1 | 요시나가 마사토 | (빙고 칸타)       |
| 1984.10.07. | 도쿄     | 마이니치 왕관     | G2    | 잔디 1800m | 2.9 (2)          | 2    | 1:47.5 | 요시나가 마사토 | 카츠라기 에이스   |
| 1984.10.28. | 도쿄     | 추계 천황상       | G1    | 잔디 2000m | 1.7 (1)          | 1    | 1:59.3 | 요시나가 마사토 | (튜드넘 킹)       |
| 1984.11.25. | 도쿄     | 재팬컵            | G1    | 잔디 2400m | 3.3 (1)          | 10   | 2:28.2 | 요시나가 마사토 | 카츠라기 에이스   |
| 1984.12.23. | 나카야마 | 아리마 기념       | G1    | 잔디 2500m | 3.0 (2)          | 3    | 2:33.3 | 요시나가 마사토 | 심볼리 루돌프     |
| 1985.03.31. | 한신     | 산케이 오사카배   | G2    | 잔디 2000m | 1.7 (1)          | 2    | 2:01.4 | 요시나가 마사토 | 스테이트 재규어   |
| 1985.04.29. | 교토     | 춘계 천황상       | G1    | 잔디 3200m | 3.7 (2)          | 5    | 3:22.3 | 요시나가 마사토 | 심볼리 루돌프     |

- 8대: 1984년 그레이드제 도입 전 8대 경주.

## 주요 산구
- 야마닌 글로벌 (1987년산, 메구로 기념, 아르헨티나 공화국배, 데일리배 3세 스테익스)
- 메이쇼 비토리아 (1987년산, 스테이어스 스테익스)
- 샤코 그레이드 (1988년상, 2착 - 고월상, 아메리카 조키 클럽 컵, 아르헨티나 공화국배, 교토 신문배, 니가타 대상전)

## 혈통

### 혈통 배경
어머니 시비 퀸의 모계는 1959년 일본 경종마 협회가 영국·아일랜드에서 일괄 수입하여 생산자에게 배포된 암마 한 마리 칠 윈드로 거슬러 올라간다. 메이즈이는 칠 윈드의 산구이며, 다른 산구에도 스프링 스테익스의 우승마 메이타이 등이 있다.
부계는 명확한 스피드 타입이면서 시비가 장거리 경주의 국화상에 우승한 요인은, 스태미나 풍부한 혈통인 개선문상 우승의 외조부 토피오의 영향이 강하다고 한다.

### 혈통표
| 부 토쇼 보이 1973 녹모 | *테스코 보이 Tesco Boy 1963 흑록모          | Princely Gift               | Nasrullah   |
| 부 토쇼 보이 1973 녹모 | *테스코 보이 Tesco Boy 1963 흑록모          | Princely Gift               | Blue Gem    |
| 부 토쇼 보이 1973 녹모 | *테스코 보이 Tesco Boy 1963 흑록모          | Suncourt                    | Hyperion    |
| 부 토쇼 보이 1973 녹모 | *테스코 보이 Tesco Boy 1963 흑록모          | Suncourt                    | Inquisition |
| 부 토쇼 보이 1973 녹모 | *소셜 버터플라이 Social Butterfly 1957 녹모 | Your Host                   | Alibhai     |
| 부 토쇼 보이 1973 녹모 | *소셜 버터플라이 Social Butterfly 1957 녹모 | Your Host                   | Boudoir     |
| 부 토쇼 보이 1973 녹모 | *소셜 버터플라이 Social Butterfly 1957 녹모 | Wisteria                    | Easton      |
| 부 토쇼 보이 1973 녹모 | *소셜 버터플라이 Social Butterfly 1957 녹모 | Wisteria                    | Blue Cyprus |
| 모 시비 퀸 1973 녹모   | *토피오 Topyo 1964 흑록모                   | Fine Top                    | Fine Art    |
| 모 시비 퀸 1973 녹모   | *토피오 Topyo 1964 흑록모                   | Fine Top                    | Toupie      |
| 모 시비 퀸 1973 녹모   | *토피오 Topyo 1964 흑록모                   | Deleriosa                   | Delirium    |
| 모 시비 퀸 1973 녹모   | *토피오 Topyo 1964 흑록모                   | Deleriosa                   | Fougueuse   |
| 모 시비 퀸 1973 녹모   | 메이도 1965 녹모                            | *어드미럴 버드 Admiral Byrd | Nearco      |
| 모 시비 퀸 1973 녹모   | 메이도 1965 녹모                            | *어드미럴 버드 Admiral Byrd | Woodlark    |
| 모 시비 퀸 1973 녹모   | 메이도 1965 녹모                            | 메이와                      | *게이 타임  |
| 모 시비 퀸 1973 녹모   | 메이도 1965 녹모                            | 메이와                      | *칠 윈드    |

## 같이 보기
- 세인트 라이트
- 신잔
- 심볼리 루돌프
- 나리타 브라이언
- 딥 임팩트 (말)
- 오르페브르

### 내용
1. ↑  일본 경마에서는 현저한 활약 (GI·Jpn I급의 경주 우승, 혹은 주요 국제 경주 우승마와 같은 이름)이나 종마 등록 등에 의해 보호된 이름 이외는, 등록 말소 후에 일정 기간을 거쳐 재사용될 수 있다. 경주마#말이름 등록 규칙도 참조.

## 참고 문헌
- 《優駿》 (중앙경마 피알 센터) (2003년 10월호). 2003. |제목=이(가) 없거나 비었음 (도움말)